# Imogène (Cymbeline)
Pour les articles homonymes, voir Imogène.
Imogène (Imogen en anglais) est un personnage de la pièce de théâtre Cymbeline de William Shakespeare.

## Nom
Les Chroniques de Raphael Holinshed, qui ont servi de source à Shakespeare pour plusieurs de ses pièces, mentionnent un personnage nommé Innogen, une forme dérivée du gaélique inghean « jeune fille ». Dans son compte-rendu de la pièce, qu'il a vue en 1611, Simon Forman orthographie également le nom du personnage Innogen. La forme Imogen n'apparaît qu'avec le Premier Folio de 1623 et semble donc être issue d'une erreur typographique.

## Histoire
Imogène est la fille du roi de Bretagne Cymbeline. Elle s'est mariée en secret avec l'homme qu'elle aime, Posthumus Leonatus, mais son père le bannit du royaume lorsqu'il l'apprend. Elle résiste aux avances de Iachimo, un ami de Posthumus qui a parié avec lui qu'il parviendrait à la séduire. En se cachant dans la chambre d'Imogène, Iachimo réussit à réunir suffisamment d'indices pour faire croire à Posthumus qu'il est tout de même arrivé à ses fins. Furieux, Posthumus envoie son serviteur Pisano assassiner la jeune fille. Pisano refuse d'obéir aux ordres de son maître et offre à Imogène des vêtements d'homme. Elle se déguise ainsi en page, se fait appeler « Fidèle » et arrive, après une longue errance dans les montagnes du pays de Galles, dans la demeure de Bélarius et de ses deux fils, qui sont en réalité les fils perdus de Cymbeline, Guidérius et Arvirargus. Épuisée et malade, elle finit par tomber dans une sorte de coma après avoir pris un médicament.
En se réveillant, Imogène découvre auprès d'elle un corps décapité vêtu des habits de Posthumus. Il s'agit en réalité du cadavre de Cloten, le beau-fils de Cymbeline, qui a été tué par Guidérius. En pleurs, la jeune fille est découverte par le général romain Lucius, venu envahir la Bretagne à la tête d'une armée, qui la prend à son service comme page. Après la victoire des Bretons, « Fidèle » est jetée en prison, tout comme Posthumus, Lucius et Iachino. Tous les malentendus sont dissipés à la fin de la pièce : Cymbeline retrouve ses enfants et, grâce aux aveux de Iachino, Imogène et Posthumus se réconcilient.

## Analyse
William Hazlitt décrit Imogène comme « peut-être la plus tendre et la plus naïve » de tous les personnages féminins de Shakespeare.[réf. souhaitée]

## Adaptations
- En 1937, George Bernard Shaw publie Cymbeline repoli (en), une réécriture du dernier acte de la pièce dans laquelle Imogène se montre beaucoup plus réticente à pardonner à Posthumus pour avoir voulu l'assassiner[2].
- Imogène est interprétée par Helen Mirren dans l'adaptation de Cymbeline produite par la BBC en 1982[2].
- Dans le film américain Anarchy: Ride or Die (2014), qui transpose l'intrigue de Cymbeline dans le monde des gangs de motards, Imogène est interprétée par Dakota Johnson[2].